# Aleppói offenzíva (2015. július)
A 2015. júliusi aleppói offenzíva egy olyan katonai hadművelet volt, melyet két lázadó csoport indított a Szír Hadsereg ellen a szíriai polgárháború idején Szíria Aleppo városában. A támadás célja a hadsereg védővonalainak áttörése és amennyiben lehetséges, a város nyugati, kormánykézen lévő felének az elfoglalása volt.

## Az offenzíva
Július 2-án két lázadó csoport, a Fatah Halab és az Ansar Sharia nagyszabású támadást indított, melyhez később csatlakozott az al-Káidához kötődő al-Nuszra Frontot is. A harcok központja a Jamiyat al-Zahránál húzódó frontvonal volt. Másnap a felkelők néhány épületet elfoglaltak al-Zahrában, de a nyereség nem volt stratégiai fontosságú, és heves légi támadásokban 35 emberüket ölték meg. A támadást leginkább olyan hatékonytalan lépésnek írták le, mely nem érte el a célját. A harcokban a kormányoldalról legalább 18 katonát öltek meg. Este a szíerek visszafoglalták azt, amit nappal elvesztettek.
Július 4-én a Fatah Halab elfoglalta a város nyugat részén fekvő Tudományos Kutató Központot, az első jelentősebb kormányzati erődítményt a körzetben. Innét már meg lehetett félemlíteni a többi aleppói kormányterületet is. A nap folyamán a szíriaiak ellentámadást indítottak a Tudományos Kutató Központ ellen, és a keleti területekre be is tudta hatolni, de heves tűzpárbaj után vissza kellett vonulniuk a létesítmény falain kívülre. Ezen a napon 12 felkelő és 12 katona esett el. Július 5-re nyilvánvalóvá vált, hogy a Jamiyat al-Zahrában folyó támadás nagyrészt hatástalan maradt. A katonaág még egyszer megpróbálkozott a Központ visszaszerzésével.
Július 6-án este egy öngyilkos merénylő felrobbantotta magát Jamiyat al-Zahra kormányzati posztjainál. Ebben az akcióban a szírek 25 embere halt meg. Az ezt követő harcokban 19 felkelőt öltek meg, de ellenzéki források szerint a felkelők így is több épületet sikeresen elfoglaltak. A harcok a Központnál is folytatódtak.
Július 7-én visszaverték a lázadók támadásait Zahrában. A hadsereg állítólag klórbombát is bevetett a Tudományos Kutató Központ visszaszerzéséért vívott harcokban. Az ellenzéki aktivistákból álló Szír Emberi Jogi Megfigyelők szerint a felkelők közül senki nem halt meg, mert legtöbbjükön gázálarc volt.